# 체이서 (만화)
《체이서》는 매주 화요일 하준성이 다음 웹툰에서 연재하는 웹툰이다.